# Eugagrella
Genre
Eugagrella est un genre d'opilions eupnois de la famille des Sclerosomatidae.

## Distribution
Les espèces de ce genre se rencontrent en Asie du Sud-Est, en Asie du Sud, en Asie de l'Est et en Nouvelle-Guinée.

## Liste des espèces
Selon World Catalogue of Opiliones (10/05/2021) :
- Eugagrella abdominalis Roewer, 1954
- Eugagrella aemula Roewer, 1954
- Eugagrella argentata Roewer, 1954
- Eugagrella barnesi Roewer, 1929
- Eugagrella bimaculata Suzuki, 1972
- Eugagrella carli Roewer, 1929
- Eugagrella celerrima (Loman, 1892)
- Eugagrella ceylonensis Roewer, 1954
- Eugagrella cuernosa Roewer, 1954
- Eugagrella fokiana Roewer, 1954
- Eugagrella jacobsoni Roewer, 1923
- Eugagrella laticlavia (Thorell, 1889)
- Eugagrella malabarica Roewer, 1954
- Eugagrella minima Roewer, 1954
- Eugagrella muara Roewer, 1923
- Eugagrella palliditarsus Roewer, 1923
- Eugagrella palnica Roewer, 1929
- Eugagrella rufescens (Thorell, 1889)
- Eugagrella rufispina Roewer, 1954
- Eugagrella simaluris Roewer, 1923
- Eugagrella stoliczkae (With, 1903)
- Eugagrella trimaculata Roewer, 1923
- Eugagrella variegata (Doleschall, 1859)
- Eugagrella yuennanana Roewer, 1954
- Eugagrella zilchi Roewer, 1954

## Publication originale
- Roewer, 1910 : « Revision der Opiliones Plagiostethi (= Opiliones Palpatores). I. Teil: Familie der Phalangiidae. (Subfamilien: Gagrellini, Liobunini, Leptobunini). » Abhandlungen aus dem Gebiete der Naturwissenschaften, herausgegeben vom Naturwissenschaftlichen Verein in Hamburg, vol. 19, p. 1–294.